# Francesco Barilli
Pour les articles homonymes, voir Barilli.
Francesco Barilli (né en 1943 à Parme, en Italie) est un acteur, réalisateur et scénariste italien, connu pour avoir réalisé deux gialli, des films d'horreur artistiquement ambitieux, dans les années 1970.

## Filmographie

### Comme réalisateur
- 1968 : Nardino sul Po (court métrage)
- 1974 : Le Parfum de la dame en noir (Il profumo della signora in nero)
- 1977 : Pensione paura
- 1987 : Cinecittà 50
- 1991 : Le Dimanche de préférence (La domenica specialmente)
- 1997 : Casa Barilli (vidéo)
- 1998 : Erberto Carboni (vidéo)
- 2000 : Giuseppe Verdi (vidéo)
- 2002 : Giorni da Leone (it) (feuilleton TV)
- 2005 : Il Palazzo ducale e il Bertoja a Parma (vidéo)
- 2006 : Giorni da Leone 2 (it) (feuilleton TV)
- 2012 : La casa nel vento dei morti (it)
- 2019 : L'urlo (it) (court métrage)
- 2023 : Il paese del melodramma (it)

### Comme scénariste
- 1972 : Qui l'a vue mourir ? (Chi l'ha vista morire?)
- 1972 : Au pays de l'exorcisme (Il Paese del sesso selvaggio)
- 1974 : Le Parfum de la dame en noir (Il profumo della signora in nero)
- 1977 : Pensione paura
- 2002 : Giorni da Leone (feuilleton TV)

### Comme acteur
- 1963 : La Fille de Parme (La parmigiana) d'Antonio Pietrangeli
- 1964 : Prima della rivoluzione : Fabrizio
- 1966 : L'urlo
- 1992 : Sabato italiano : Rpberto, il boss - episode No. 1
- 1993 : La Famiglia Ricordi (feuilleton TV)
- 1996 : Uomini senza donne : Dante
- 1998 : Avvocati (série TV) : De Giovanni (unknown episodes)
- 2002 : Giorni da Leone (feuilleton TV) : Martinelli
- 2002 : L'Amante (L'Altra donna) (TV)